# تپه صوفی حاجی
تپه صوفی حاجی مربوط به هزاره اول قبل از میلاد است و در شهرستان سقز، روستای قپلانتو واقع شده و این اثر در تاریخ ۱۰ مهر ۱۳۸۰ با شمارهٔ ثبت ۴۰۲۰ به‌عنوان یکی از آثار ملی ایران به ثبت رسیده است.